# لينا هيدي
لينا هيدي كاثرين (بالإنجليزية: Lena Headey)‏ (مواليد 3 أكتوبر 1973)، هي مُمثلة بريطانيّة حظيت بشهرة عالميّة بعدَ تجسيدها لدورِ سيرسي لانستر في السلسلة الملحمية صراع العروش (2011–2019) والتي مكّنتها منَ الترشح أربع مرات لجائزة إيمي فضلًا عن ترشحها لجائزة غولدن غلوب لأفضل ممثلة مساعدة - مسلسل، أو مسلسل قصير أو فيلم تلفزيوني.
ظهرت هيدي لأول مرة على الشاشة الكبيرة في فيلم ووترلاند الذي صدرَ عام 1992 وواصلت العمل بثبات في الأفلام البريطانية طوال عقدٍ من الزمن قبل أن تحصلَ على فُرصتها عام 2006 في فيلم 300. بحلول العقد الثاني من القرن الحادي والعشرين؛ حصلت هيدي على فرصٍ أكثر فظهرت في الكثيرِ من الأعمال لعلّ أبرزها التطهير عام 2013 وَ300: نهوض إمبراطورية عام 2014 ثمّ لعبت دورَ سارة كونور في سلسلة المدمر: سجلات سارة كونر.

## الحياة المُبكّرة
ولدت هيدي في هاملتون بجُزر برمودا لأبوين بريطانيان هُمَا سو وجون هيدي. كان والدها ضابط شرطة يعملُ في منطقة يوركشاير حيثُ قضى معظم وقتهِ هناك. لدى هيدي شقيق واحد أصغر منها يُدعى تيم. تعودُ أصول الفنّانة إلى العِرق الإيرلندي؛ وقد انتقلت عائلتها إلى مقاطعة سومرست عندما كانت في الخامسة من عمرها ثم إلى هاي بورتون بالقرب من هدرسفيلد غرب يوركشاير عندما بلغت هيدي الحادية عشرة. في طفولتها؛ أخذت هيدي دروسًا في الباليه قبل أن تُجبر على التوقف. أول تجربة لهادي في التمثيل كانت وهيَ تلميذة في كلية شيلي حيثُ قدّمت أداءً مقبولًا على المسرح الوطني الملكي فاختيرت فيما بعد للمُشاركة في فيلم واترلاند عام 1992.

## المسيرة المِهنيّة

### 1992 - 2004: البِدايات
حينما بلغت السابعة عشر من عمرها؛ ظهرت لينا هيدي لأوّل مرة على المسرح وقدّمت أداءً مُتوسطًا مكّنها من المنافسة في اختبارات الأداء ومن ثمّ المُشاركة في الفيلم الدرامي ووترلاند (1992) الذي أتاحَ لها فرصة العمل معَ ممثلين صاعدين في تلك الفترة. حصلت بعد ذلك على دورٍ صغير في فيلم بقايا اليوم الذي نال استحسان النقاد؛ والذي ترشّح للمنافسة على ثمانية فئات في جوائز الأوسكار. استمرت شيئًا فشيئًا في تأسيس شخصيتها الفنيّة وبناء حياتها المهنية على مدار عشر سنوات تقريبًا.
لعبت هيدي دور كيتي برايدون صديقة طفولة ماوكلي الشخصيّة الرئيسيّة في كتاب الأدغال (1994) الذي حُوّل لفيلمٍ حينها. حقّقَ الفيلم نجاحًا تجاريًا مقبولًا كما لقي إشادة من النقاد. شاركت لينا رُفقة فانيسا رديغريف في فيلم الدراما الرومانسية الذي صدرَ عام 1997 تحت عُنوان السيدة دالواوي حيثُ جسّدت شخصية ربة منزل وفي نفس الوقتِ زوجة مليونير عصامي وأم لخمسة أطفال. بعد ذلك بعامين؛ ظهرت لينا في فيلم أونيغين المبنى على رِواية تحملُ نفس الاسم لألكسندر بوشكين. شاركَ في تصوير الفيلم إلى جانب لينا كل من رالف فينيس وليف تايلر وبالرغمِ من ذلك؛ لم يحظى الفيلم بالنجاح المالي الذي كان متوقعًا كما حصل على تقييمٍ سيئ نوعًا ما من قبل النقاد.
بحلول عام 2000؛ لعبت هيدي دور محاميّة رُقيّت حديثًا لكنها تُعاني من مشاكل على مستوى العلاقات العاطِفيّة في الفيلم الرومانسي-الكوميدي أبردين والذي مكّنها من الحُصول على جائزة سيلفير إيريس كأفضل ممثلة في مهرجان بروكسل السينمائي عام 2001، كما لعبت دور البطولة كطالبة جامعية مضطربة في فيلم الدراما النفسية ثرثرة مَع كيت هدسون. في عام 2001؛ جسّدت هيدي دور ضابطة شرطة في فيلم الإفراج المشروط إلى جانب ستيف كوغان في دورهِ السينمائي الأول. حظيَ الفيلم بتقييمات مختلفة لكنّ أغلبها كانَ إيجابيًا باستثناء ما كتبتهُ صحيفة فيو لندن التي قالت: «خيبة الأمل الوحيدة في الفيلم هو دور لينا هيداي التي رغم أنها كانت مثيرة بشكل خيالي [صوّرت مشهد عُري لتجسيد دورِ عاهرة] إلّا أنها لم تكن مناسبة في أكثر المَشاهد.»
في عام 2002؛ ظهرت لينا في دورِ زوجة خجولة رفقة كل من جوينيث بالترو وآرون إيكهارت في الفيلم الدرامي الإستحواذ على الكرة المبني على رواية تحمل نفس الاسم كانت قد نُشرت عام 1990 للكاتب البريطاني أنتونيا سوزان بيات. ظهرت فيما بعد في فيلم ريبلي المبني هو الآخر على رواية صدرت عام 1974 وتحمل نفس الاسم. في استعراضها الأخير؛ علّقَ موقع عينٌ على فيلم (بالإنجليزية: Eye for Film)‏ على دور لينا قائلًا: «تتمحور قصّة الفيلم حولَ الذكور لكنّ هيدي قدّمت أداءً قويًا كزوجة جوناثان مما خلقَ إحساسًا بالتوازن.» ظهرت فيما بعد في الفيلم الكوميدي الممثلون (بالإنجليزية: The Actors)‏ الذي صدر عام 2003 إلى جانبِ ديلان موران ومايكل كين.

### 2005 - 2010: الشهرة
تلقت هيدي إشادة كبيرة من النقاد عندما شاركت في بطولة فيلم المغامرات للمُخرج تيري غيليام الأخوان جريم (بالإنجليزية: The Brothers Grimm)‏ عام 2005 جنبًا إلى جنب معَ مات ديمون والراحل هيث ليدجر. لعبت لينا في الفيلم دورَ أنجيليكا وهي شابة تحوّل والدها من حطّاب إلى ذئب ما يدفعها هي الأخرى إلى الغوص في عالم الشر أملًا في إنقاذ والدها. تلقى فيلم الأخوان جريم مراجعات مختلطة كما حققّ 105.3 مليون دولار أمريكي كإيرادات في جميع أنحاء العالم.
في نفسِ العام؛ لعبت هيدي دور البطولة مع الممثلة بايبر بيرابو في فيلم الكهف (بالإنجليزية: The Cave)‏ وكذا فيلم تخيّلنا معًا (بالإنجليزية: Imagine Me & You)‏. حقّق فيلم الرعب الأول نجاحًا على مستوى شباك التذاكر ويعودُ الفضل لذلك في قصّته حيث يروي حِكاية مجموعة من الغواصين الذين يُحاصرونَ تحت الماء ما يدفعهم للقتال من أجل إنقاذ أنفسهم في ظلّ عدم تلقي أيّ مساعدة في تلكَ الظروف الحرجة. أمّا في الفيلم الرومانسي الثاني؛ فقد اضطلعت لينا بدور المرأة التي أصبحت مفتونة بعروس تزوجت حديثًا مما يتسبب في ضجة بين أسرة العروس وأصدقائها. على الرغم من صدور الفيلم بشكلٍ محدود إلّا أنهُ حظي ببعض النجاح وعلّقت مجلة سان فرانسيسكو كرونيكل حول دور البطولة قائلةً: «للينا هيدي جاذبية صريحة لا تُقاوم ولا سيما ابتسامتها التي توحي بالذكاء والنزاهة والكثير من المرح.»
قد يكون دورها السينمائي الأكثر شهرة هوَ عندما لعبت دور الملكة جورجو في فيلم الحرب الملحمي 300 بناءً على سلسلة فكاهيّة كانت قد صدرت عام 1998 تحمل نفس الاسم للكاتبين فرانك ميلر ولين فارلي والتي يقومان فيها بإعادة سرد خيالية لمعركة ثيرموبيلاي خِلال الحروب الفارسية اليونانية. في سيناريو الفيلم؛ حصلت هيدي على دورٍ أكبر بكثير لشخصيتها مُقارنةً بدور ذات الشخصيّة في الكتاب الهزلي حيث لم تظهر إلا في البداية. صوّرت هيدي في هذا الفيلم مشهدَ عري واحد وقد علّقت على الموضوع فيما بعد بالقول: «إنّه لمنَ الغريب فعلًا خلع ملابسك أمام 20 شخصًا ومن ثم طرح المشهد ليُشاهده الكثيرين ... أعتقد أنه كان ضروريًا لتوضيح طبيعة العَلاقة بين الشخصيتان خاصّة أن المشهد كان واضحًا للغاية وصُوّر بطريقة جميلة.» تلقى الفيلم تقييمات مختلطة؛ لكنه حقق نجاحًا في شباك التذاكر حيث بلغ إجمالي أرباحه أكثر من 450 مليون دولار. بحلول عام 2007؛ ظهرت لينا في دور الآنسة ديكينسون في النسخة السادسة من سلسلة أفلام سانت ترينيان.
حصلت هيدي على دور البطولة في فيلم المدمر: سجلات سارة كونر حيثُ جسّدت دورَ سارة كونور وحظيت بإعجاب النقاد فأشادت مجلّة فارايتي «بأداء هيدي الشجاع واصفةً إيّاها بالذكية وذات الحيلة ولكنها حزينة ومعرضة دومًا للخطر.» رُشّحت لينا مرتين للمنافسة على جائزة ساتيرن عن فِئة أفضل ممثلة على التلفزيون. بحلول عام 2008، ظهرت لينا هيدي جنبًا إلى جنب مع ماتياس شفيغوفر وجوزيف فاينس في فيلم البارون الأحمر وهو الفيلم الذي يروي السيرة الذاتية للطيار مانفرد فون ريشتهوفن خلال أحداث الحرب العالمية الأولى. ظهرت هيدي من جديد في فيلمٍ درامي للمخرج ريدلي سكوت حملَ عنوان الواشي وهوَ فيلم يستند إلى قصة قصيرة كان قد كتبها إدغار آلان بو في وقتٍ سابق. لعبت لينا دور أخصائيّة أشعة في فيلم الرعب الانكسار (بالإنجليزية: The Broken)‏ الذي تم عرضه لأول مرة في مهرجان صندانس السينمائي. على الرغم من أن الأفلام الثلاثة المذكورة أعلاه لم تحقق النجاح الكبير إلا أن بعض النقاد أشادوا بأداء هيدي وخاصّة في الفيلم الأخير بما في ذلك كيم كوينار من سينماتيك الذي كتب «أن هيداي نقلت الفيلم من مستوى إلى مستوى آخر وقدمت دورها باقتدار.»
في عام 2009؛ لعبت هيدي دورَ شخصية مشؤومة في فيلم لايد تو رست الذي وُزّع في الدي في دي؛ كم شاركت بدور رئيسي في فيلم قصير بعنوان عُرس الشيطان (بالإنجليزية: The Devil's Wedding)‏ فضلًا عن أدائها الصوتي في أحد الرسوم المتحركة التي بثتها قناة كرتون نتورك.

### 2011 - حاليًا: العالَميّة
ابتداءً من نيسان/أبريل 2011؛ بدأت هيدي في تصويرِ دور سيرسي لانستر في مسلسل صراع العروش المبني على سلسلة روايات للكاتب جورج ر. ر. مارتن نُشرت تحتَ عنوان أغنية الجليد والنار. لم تكن لينا هيدي لتُشارك في هذا المُسلسل لولا اقتراحها من قِبل صديقها بيتر دينكلاج الذي حاولَ فرضها على المُنتج. أشادَ بها النقاد في تجسيد دور الملِكة؛ ما مكّنها من الترشح لجائزة سكريم عن فئة أفضل ممثلة في مسلسل خيالي عن دورها في عام 2011، بالإضافة إلى ترشيحها لجائزة إيمي كأفضل ممثلة مساعدة في سلسلة دراميّة في أعوام 2014، 2015، 2016 و2018.
في عام 2011 أيضًا؛ شاركت هيدي في بطولة فيلم ذوي الياقات البيضاء كما مثلت دور زعيمة عصابة لتجارة المخدرات في فيلم الحركة ثلاثية الأبعاد دريد (بالإنجليزية: Dredd)‏ الذي صدرَ عام 2012 إلى جانب كارل أوربان وأوليفيا ثيرلبي. انضمت هيدى مرة أخرى إلى إيثان هوك للمُشاركة في فيلم التطهير (2013) وهو فيلم رُعب لم تُصرف له ميزانيّة كبيرة. لعبت هيدي دور زوجة ربّ الأسرة الذي يجد نفسه مهددًا من قبل عصابة من القتلة خلال حملة التطهير السنوية التي تكون فيها جميع الجرائم بما في ذلك القتل قانونية بشكل مؤقت. حقّق الفيلم نجاحًا كبيرًا على مُستوى شِباك التذاكر حيثُ جمع في الأسبوع الأوّل فقط ما قيمتهُ 36 مليون دولار أمريكي؛ ثمّ حقّقَ في نهاية المطاف 89.3 مليون دولار أمريكي في جميع أنحاء العالم. لعبت هيدي فيما بعد دورًا مهمًا في فيلم الأدوات المميتة: مدينة العظام الذي صدر هو الآخر عام 2013 استنادًا إلى الكتاب الأول من سلسلة الأدوات المميتة التي كُتبت من قِبل كاسندرا كلير. فشلَ الفيلم على مستوى الإيرادات؛ ونتيجة لذلك لم يتم تصوير أيّ جزء ثانٍ له.
بعد نجاح فيلم 300 الذي صدر عام 2007؛ أعادت هيدي تمثيل دورها كملكة جورجو في فيلم 300: نهوض إمبراطورية الذي صدر في عام 2014. مثل الفيلم الأول؛ فقد حصل فيلم نهوض إمبراطورية على آراء مختلطة لكنه حقق نجاحًا تجاريًا كبيرًا حيث حقق أكثر من 337 مليون دولار أمريكي في جميع أنحاء العالم. في نفس العام؛ لعبت هيدي دور البطولة في فيلم المغامرات الخيالية المغامر: المغامر: لعنة ميداس بوكس (بالإنجليزية: The Adventurer: The Curse of the Midas Box)‏ بالإضافة إلى فيلم السيرة الذاتية اختراق القانون (بالإنجليزية: Low Down)‏ الذي عرض بالتفصيل حياة عازف البيانو جو ألباني. لعبت في العام الموالي دور زوجة المدعي الفيدرالي الذي يترشح لمنصب الرئاسة ويُعاني في الوقتِ ذاته من بعض المشاكل في الفيلم السياسي زيبر.

## الحياة الشخصية

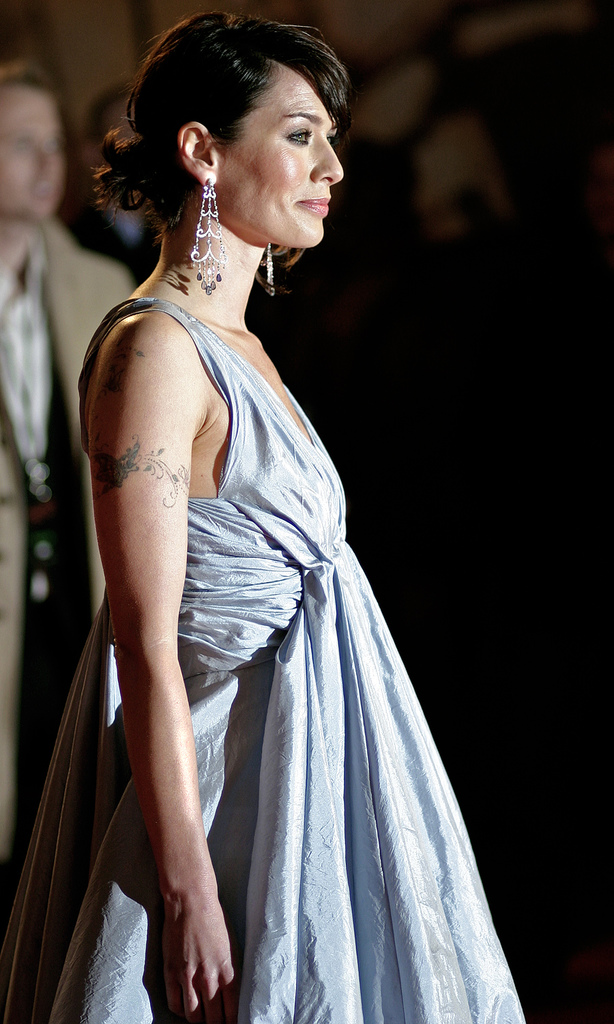
هيدي في عام 2007

هيدي نباتيّة ومعَ ذلك فهي تتناولُ اللحوم في بعض المرات وإن كان ذلك نادرًا. من ناحيّة أخرى؛ فلدى لينا عددٌ من الوشوم على أنحاءٍ متفرّقة من جسمها لعلّ أبرزها وشمُ الزهرة الكبيرة على ظهرها؛ بالإضافة إلى وشمٍ آخر على ذراعها. في حوارٍ صحفي مَعها؛ علّقت هيدي على الموضوع قائلةً: «أنا أحب الوشم. أجده مُهدئًا ... أحتاجُ في بعض الأحيان إلى تغطيته أو ارتداء ملابس طويلة وذلكَ حسب طبيعة كلّ دور وما يتطلبهُ منّي.»

### العلاقات العاطِفيّة
تزوجت هيدي منَ الموسيقي بيتر لوغران في أيار/مايو 2007. حصلَ الثنائي على ابنهما الأوّل ويلي لوغران في 31 آذار/مارس 2010. في تلك الفترة؛ تحدثت لينا عن معاناتها من اكتئاب ما بعد الولادة وذلك بعد إنجاب ويلي. انفصلت هيدي عن لوغران في عام 2011؛ وقد تقدمت بطلبِ الطلاق في المحكمة العليا في مقاطعة لوس أنجلوس في 20 تموز/يوليو 2012؛ في حين تمّ الانتهاء من الإجراءات رسميًا في 26 كانون الأول/ديسمبر 2013. ارتبطت فيما بعد بجيروم فلين الذي شاركها التمثيل في مسلسل صراع العروش لكنّ علاقتهما لم تدم طويلًا حيث انتهت في آذار/مارس من عام 2014.
بحلول 10 تموز/يوليو 2015؛ أنجبت هيدي طفلتها الثانية التي سمّتها تيدي منَ المخرج دان كادان الذي كانَ صديق طفولتها فضلًا عملهِ معها في فيلمه القصير عُرس الشيطان. أعلنَ الاثنان عن علاقتها بشكل رسمي في تموز/يوليو 2017؛ وتزوّجا في عام 2018. من جهة أخرى فلينا هيدي صديقة حميمة للممثلة بايبر بيرابو منذ عام 2005 خِلال مشاركتهمَا في فيلمي تخيّلنًا معًا والكهف؛ كما تُعدّ صديقة مقربة من بيدرو باسكال وبيتر دينكلاج اللذان شاركاها تصوير مسلسل صراع العروش بل يعودُ الفضل لهما نسبيًا في تجسيدها لدور سيرسي.

### النشاط الخيري
قامت هيدي بتنظيمٍ حملة للتحسيس بحقوق الحيوان؛ كما كانت قد تحدثت في عام 2008 عن إساءة معاملة الحيوانات ودعت للانضمام إلى منظمة بيتا. على الجِهة المُقابلة؛ تدعمُ هيدي حملة لا كراهية كما تُؤيد مجتمع المثليين وتُطالب بتمتيعِ مجتمع إل جي بي تي بكافّة حقوقه. في نيسان/أبريل 2015؛ ظهرت لينا بتي شيرت من تصميم موقع Represent.com كنوعٍ من الدعاية الخيرية حيثُ تبرعت بالأموال التي تمّ جمعها من مبيعات ذاك القميص. دعمت لجنة الإنقاذ الدولية التي تُحاول الارتقاء بأوضاع المهاجرين في اليونان؛ وقد صرّحت حولَ هذا الموضوع موضحةً: «في ظلّ الشعوبية المتزايدة والإنسانية التي فقدها عددٌ من القادة والزعماء فإنّه يجب على الناس مواصلة الكفاح من أجل الخير.»

## وصلات خارجية
- لينا هيدي على موقع IMDb (الإنجليزية)
- لينا هيدي على موقع ميتاكريتيك (الإنجليزية)
- لينا هيدي على موقع الموسوعة البريطانية (الإنجليزية)
- لينا هيدي على موقع روتن توميتوز (الإنجليزية)
- لينا هيدي على موقع قاعدة بيانات الأفلام العربية
- لينا هيدي على موقع ألو سيني (الفرنسية)
- لينا هيدي على موقع ميوزك برينز (الإنجليزية)
- لينا هيدي على موقع ميوزك برينز (الإنجليزية)
- لينا هيدي على موقع تيرنر كلاسيك موفيز (الإنجليزية)
- لينا هيدي على موقع أول موفي (الإنجليزية)